# 袖ケ浦市営球場
袖ケ浦市営野球場（そでがうらしえいやきゅうじょう）は、千葉県袖ケ浦市の総合運動場内にある野球場。指定管理者のサイトでは「袖ケ浦市総合運動場野球場」と表記されている。
2023年に発足したベイサイドリーグの千葉スカイセイラーズが、初年度は1試合を開催した。

## 施設概要
- 面積：－m2
- 両翼：98m 中堅：122m[2]
- 内野：土　外野：芝
- 収容人員：5,100人 (内野：2,100人 外野：3,000人)[2]
- 照明：6基(ナイター可能)
- スコアボード：磁気反転式
- その他：本部席 特別席 放送室 審判室 更衣室 シャワー室 控室 トイレ 身体障害者トイレ・観覧室
- 駐車場：288台

## 交通アクセス
- JR内房線・袖ケ浦駅より約1.5km、徒歩20分。
- アクアライン高速バス袖ケ浦BTからは徒歩約5分。